# Sphaerodactylus oliveri
Espèce
Sphaerodactylus oliveri est une espèce de geckos de la famille des Sphaerodactylidae.

## Répartition
Cette espèce se rencontre :
- sur l'île de Key West en Floride aux États-Unis ;
- à Cuba ainsi que sur l'île de la Jeunesse ;
- aux Bahamas.

## Publication originale
- Grant, 1944 : New sphaerodactyls from Cuba and the Isle of Pines. Herpetologica, vol. 2, p. 118-125.